# Kaliganj (Satkhira)
Kaliganj è un sottodistretto (upazila) del Bangladesh situato nel distretto di Satkhira, divisione di Khulna. Si estende su una superficie di 333,79 km² e conta una popolazione di 265.276 abitanti (dato censimento 2011).